# Jagdstaffel 84
La Jagdstaffel 84 (in tedesco: Königlich Wuerttembergische Jagdstaffel Nr 84, abbreviato in Jasta 84) era una squadriglia (staffel) da caccia della componente aerea del Deutsches Heer, l'esercito dell'Impero tedesco, durante la prima guerra mondiale (1914-1918).

## Storia
La Jagdstaffel 84 venne fondata il 28 o 29 ottobre 1918 dalla riorganizzazione delle Kampfeinsatzstaffeln 4a e 4b. La nuova squadriglia non entrò mai in azione a causa della resa dell'Impero tedesco e la conseguente fine della prima guerra mondiale.